# 起訴猶予処分
起訴猶予処分（きそゆうよしょぶん）とは、被疑事実が明白な場合において、被疑者の性格、年齢及び境遇、犯罪の軽重及び情状並びに犯罪後の情況により訴追を必要としないときに検察官が行う不起訴処分である（刑事訴訟法第248条、事件事務規程第75条2項20号）。
なお、被疑事実につき犯罪の成立を認定すべき証拠が不十分なときは「嫌疑不十分」の主文により、被疑事実につき被疑者がその行為者でないことが明白なとき又は犯罪の成否を認定すべき証拠がないことが明白なときは「嫌疑なし」の主文により、不起訴処分の裁定がされることになっている（事件事務規程第75条2項17号18号）。
なお、起訴猶予の場合には前科ではなく前歴として記録に残ることになる。
警察官と検察官からの厳重注意のみで刑罰は科されない。
起訴猶予処分が「被疑事実が明白な場合」に行われることから、被疑事実がないことを理由としての不起訴処分を求めうるかが問題となる。